# MacBook
Das MacBook ist ein Notebook des US-amerikanischen Unternehmens Apple. Das erste Modell wurde am 16. Mai 2006 vorgestellt und war das Nachfolgemodell der beiden PowerPC-basierten iBooks und des 12″-PowerBooks. Das ursprüngliche MacBook war mit einem Intel-Core-Duo- und später einem Intel-Core-2-Duo-Prozessor ausgestattet und hatte ein 13 Zoll großes Display. Am 20. Juli 2011 wurde der Verkauf des MacBooks weitgehend eingestellt (gilt nicht für das MacBook Pro), bis Februar 2012 war es noch für Bildungseinrichtungen erhältlich. Das MacBook Air ersetzte das MacBook fortan als das günstigste Einstiegsmodell. Im März 2015 wurde der Name MacBook von Apple wiederbelebt, wobei das neue MacBook bis auf den Namen kaum Gemeinsamkeiten mit dem von 2006 bis 2011 produzierten hat.

## MacBook (1. Generation)

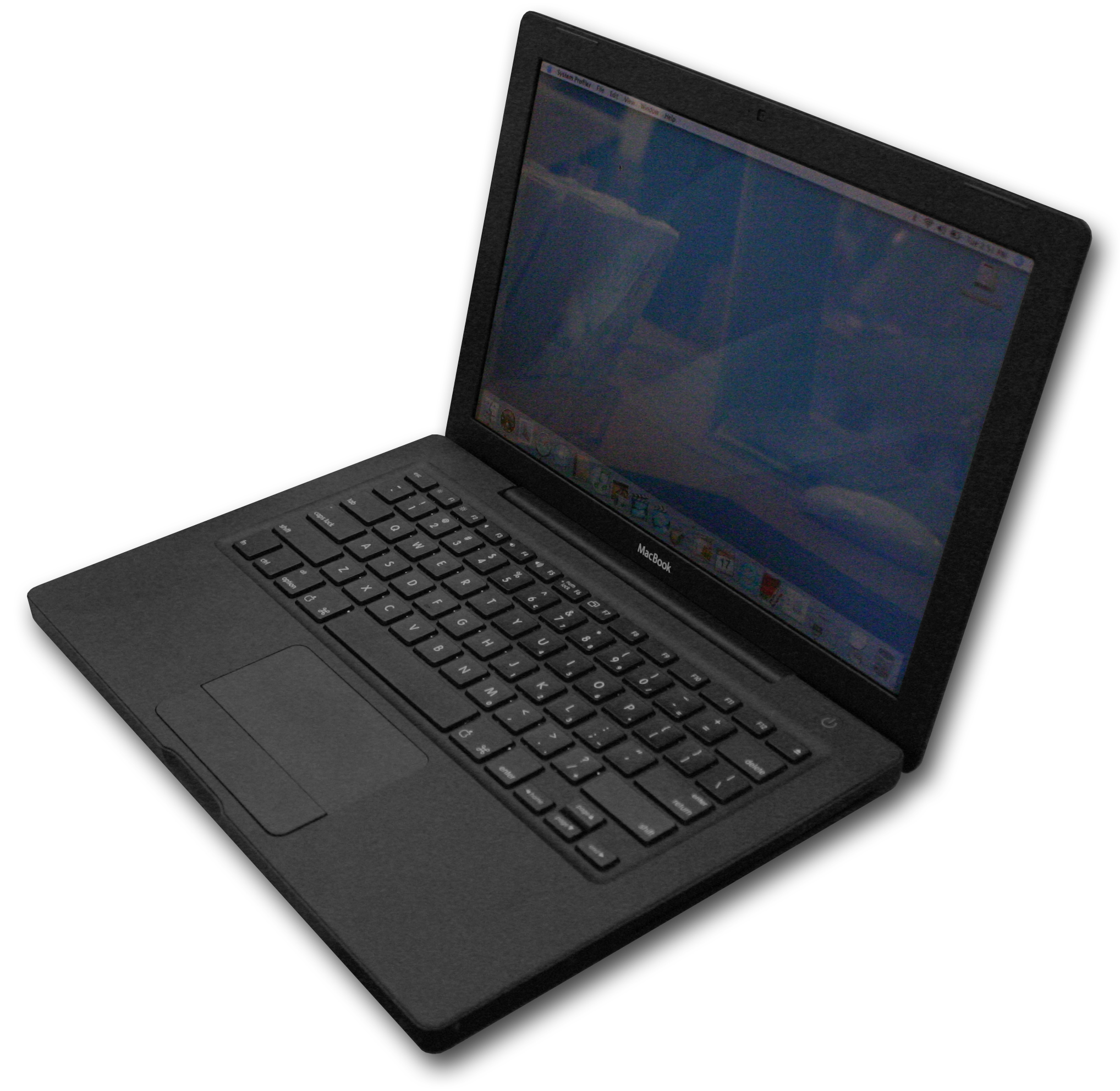
Schwarzes MacBook (durch das Alu-MacBook ersetzt)

Die Standardausführung des MacBooks umfasste zuletzt eine 2,4-GHz-CPU mit 2 GB RAM (2 × 1 GB) in Weiß mit SuperDrive und 250-GB-Festplatte.

### Spezifikationen
MacBooks der ersten Revision enthielten einen Intel Core Duo, solche der zweiten und dritten Revision (seit 8. November 2006 und 15. Mai 2007) einen Core-2-Duo-Prozessor. Bei der vierten Revision vom 1. November 2007 wurden CPUs mit bis zu 2,2 GHz und der Grafikchip Intel GMA X3100 mit 144 MB Shared Memory verbaut. Die letzte Änderung an der Ausstattung (Revision 5) erfolgte am 26. Februar 2008. Dabei wurden die Taktraten erhöht und die Ausstattung an RAM und Festplattenspeicher verbessert.
Alle MacBooks verfügten über die integrierte iSight-Kamera, eine Stromversorgung mit MagSafe-Anschluss – ein magnetisches Verschlusssystem – AirPort Extreme und Bluetooth. Der separate Grafikprozessor (GPU) im iBook/PowerBook 12″ wurde zunächst durch die integrierte Grafik des Chipsatzes Intel GMA 950 mit 64 MB DDR2-SDRAM (Shared Memory) ersetzt, später wurde der wesentlich leistungsstärkere Intel GMA X 3100 verbaut (144 MB RAM). Das MacBook wurde mit der Software iLife, Front Row, Photo Booth, diversen anderen Programmen und dem Betriebssystem Mac OS X Snow Leopard ausgeliefert. Der integrierte TFT-Bildschirm hatte eine Diagonale von 13,3″ und war hochglänzend, 79 % heller und verfügte über eine 30 % höhere Auflösung als der des alten iBooks.
Um die volle Leistung von CPU und GPU nutzen zu können, empfiehlt Apple die Bestückung der RAM-Steckplätze mit Paaren gleicher Module (2 × 1 GB werksseitig). Unabhängige Tests ergaben für die Core-2-Duo-Modelle, dass die Verwendung ungleicher RAM-Bausteine kaum mit wesentlichen Einschränkungen verbunden ist.
Die schwarze Variante des MacBooks war serienmäßig mit einer größeren Festplatte ausgestattet (in der dritten Revision 160 GB statt 120 GB). Der ausstattungsbereinigte Kaufpreis liegt ca. 120 € bzw. 200 CHF über dem eines technisch identischen MacBooks in Weiß. Seit dem 1. November 2007 konnte zudem als größte Kapazität eine 250-GB-Festplatte (5400/min) ausgewählt werden.

### Qualitätsprobleme
Einige frühe MacBook-Modelle mit Polycarbonat-Gehäuse wiesen das sogenannte „Random Shutdown Syndrome“ auf – die betroffenen Modelle gingen eigenständig und ohne Vorwarnung einfach aus. Das Problem wurde durch einen Austausch der Kühlkörper im Gehäuseinneren sowie Firmware-Updates behoben.
Weiter traten selbst bei normaler Benutzung des Geräts häufig Haarrisse im Gehäuse auf, das schließlich sogar brechen konnte. Daher initiierte Apple für die betroffenen Geräte eine Garantie-Erweiterung. Auch bei der neueren Polycarbonat-Unibody-Variante gibt es mittlerweile Beschwerden von Nutzern im Internet, die von Haarrissen in den MacBook-Gehäusen berichten. Häufig treten diese Haarrisse im Bereich der Displayscharniere auf.
Im Februar 2010 kündigte Apple ein weiteres Austauschprogramm für zahlreiche von Festplattendefekten betroffene MacBooks an; diese Defekte wurden unter anderem durch eine zu hohe Hitzeentwicklung der Geräte verursacht.

### Design
Das MacBook ersetzte neben dem 12″-PowerBook in erster Linie die beiden iBook-Modelle, wobei abgesehen von der weißen Farbgebung und den verwendeten Materialien auch das Design des 13″-MacBooks weitgehend neu war. Es erscheint insgesamt schlichter, da einige Elemente aus dem Blickfeld des Benutzers entfernt wurden. So wurden beispielsweise die Lautsprecheröffnungen an die Gehäuserückseite verlegt, und der neue magnetische Verschlussmechanismus ist nun im Inneren des Gehäuses verborgen.
Gegenüber seinen Vorgängern ist das MacBook mit einer Höhe von 2,75 cm nochmals dünner geworden und hat mit dem breitformatigen 13″-Bildschirm ein neues Format erhalten. Auch die Tastatur wurde umfassend überarbeitet und ist nun vollkommen in das Gehäuse integriert.
Der zwangsweise hochglänzende Bildschirm sorgt teilweise für negative Resonanz. Einerseits bietet er eine höhere Helligkeit, brillantere Farben und eine schärfere Darstellung, führt andererseits aber bei Gebrauch unter freiem Himmel oder in Büroumgebungen mit flächigen Deckenbeleuchtungen zu unerwünschten Reflexionen.

### Integrierte Grafik
Die integrierte GPU Intel GMA X3100 senkt die Herstellungskosten für das MacBook. Auch verbraucht der Grafikchip weniger Strom als die meisten ATI- und Nvidia-Chipsätze, wodurch die Akkulaufzeit höher ist. Dadurch bedingt, erzeugt er weniger Abwärme, so dass die Grafikeinheit ohne Lüfter auskommt.
Allerdings verwendet er einen Teil (bis zu 144 MB) des RAM des MacBooks (Shared Memory). Dadurch und wegen der allgemeinen Leistungsschwäche des GMA X3100 im Vergleich mit anderen mobilen Grafiklösungen kommt es zu Leistungseinbußen bei grafikintensiven Programmen (3D-Imaging und modernen 3D-Computerspielen).
Beim Grafikausgang handelt es sich um einen Mini-DVI-Anschluss, der über verschiedene, optional erhältliche Adapter einen VGA-Ausgang, einen DVI-Ausgang sowie TV-Out und S-Video-Ausgang bereitstellt.
Seit Oktober 2008 ist statt des Intel GMA X3100 mit Mini-DVI-Anschluss ein Nvidia Geforce 9400 M mit Mini-Displayport-Anschluss verbaut. Der Grafikchip nutzt 256 MB des Hauptspeichers und soll laut Apple die fünffache Leistung gegenüber dem Intel-Chip bieten.

### Erweiterbarkeit
Im Gegensatz zu früheren Apple-Notebooks war das MacBook teilweise leichter zu erweitern und eigenen Bedürfnissen anzupassen – so konnte die Festplatte unkompliziert ausgetauscht werden. Andererseits aber waren die Speicher-Steckplätze bei den neueren MacBooks nur nach Aufschrauben der unteren Abdeckung erreichbar.
Erweiterbarkeit via Steckkarten blieb dem MacBook Pro vorbehalten, dieses hat einen ExpressCard/34-Slot. Das MacBook war laut Hersteller auf maximal 4 GB Hauptspeicher erweiterbar, die Version mit Intel 965-Chipsatz bot jedoch theoretisch die Möglichkeit, auf bis 8 GB erweitert zu werden. Speicher über 3,3 GB ist allerdings nur mit einer 64-bit-Firmware und ab Mac OS X Leopard nutzbar.

### Anschlüsse
linke Gehäuseseite:
- 2 × USB-2.0-Anschluss
- 1 × 10/100/1000-LAN-Anschluss
- 1 × Firewire 400-Anschluss (nicht bei Unibody Modellen)
- 1 × Mini-DVI-Anschluss (Modell Ende 2008; Ende 2009; Mitte 2010: Mini-Displayport)
- je 1 × 3,5-mm-Audio-Eingang und -Ausgang als Combo mit S/PDIF-Anschluss
- 1 × Kensington-Schloss
- 1 × MagSafe

### Modellübersicht
Legende: Produktion eingestellt
| Plattform                                           | Intel Core Duo | Intel Core 2 Duo | Intel Core 2 Duo | Intel Core 2 Duo | Intel Core 2 Duo | Intel Core 2 Duo | Intel Core 2 Duo |
| Modell                                              | MacBook (Anfang 2006) a | MacBook (Ende 2006) | MacBook (Anfang 2007) | MacBook (Ende 2007) | MacBook (Anfang 2008) e | MacBook (Anfang 2009) | MacBook (Mitte 2009) |
| --------------------------------------------------- | --- | --- | --- | --- | --- | --- | --- |
| Modell-Identifizierung                              | MacBook1,1 | MacBook2,1 | MacBook2,1 | MacBook3,1 | MacBook4,1 | MacBook5,2 | MacBook5,2 |
| Erscheinungsdatum                                   | 16. Mai 2006 | 8. November 2006 | 15. Mai 2007 | 1. November 2007 | 26. Februar 2008 | 21. Januar 2009 | 27. Mai 2009 |
| Bildschirm                                          | 13,3″-Breitformat-Bildschirm (33,8 cm diagonal) mit einer Auflösung von 1280 × 800 Pixeln, welcher eine durchschnittliche maximale Helligkeit von 180 cd/m² aufweist | 13,3″-Breitformat-Bildschirm (33,8 cm diagonal) mit einer Auflösung von 1280 × 800 Pixeln, welcher eine durchschnittliche maximale Helligkeit von 180 cd/m² aufweist | 13,3″-Breitformat-Bildschirm (33,8 cm diagonal) mit einer Auflösung von 1280 × 800 Pixeln, welcher eine durchschnittliche maximale Helligkeit von 180 cd/m² aufweist | 13,3″-Breitformat-Bildschirm (33,8 cm diagonal) mit einer Auflösung von 1280 × 800 Pixeln, welcher eine durchschnittliche maximale Helligkeit von 180 cd/m² aufweist | 13,3″-Breitformat-Bildschirm (33,8 cm diagonal) mit einer Auflösung von 1280 × 800 Pixeln, welcher eine durchschnittliche maximale Helligkeit von 180 cd/m² aufweist | 13,3″-Breitformat-Bildschirm (33,8 cm diagonal) mit einer Auflösung von 1280 × 800 Pixeln, welcher eine durchschnittliche maximale Helligkeit von 180 cd/m² aufweist | 13,3″-Breitformat-Bildschirm (33,8 cm diagonal) mit einer Auflösung von 1280 × 800 Pixeln, welcher eine durchschnittliche maximale Helligkeit von 180 cd/m² aufweist |
| Grafik                                              | Intel-GMA-950-Grafikprozessor mit 64 MB DDR2-SDRAM (Shared Memory, bis zu 224 MB in Microsoft Windows durch Boot Camp).                                              | Intel-GMA-950-Grafikprozessor mit 64 MB DDR2-SDRAM (Shared Memory, bis zu 224 MB in Microsoft Windows durch Boot Camp).                                              | Intel-GMA-950-Grafikprozessor mit 64 MB DDR2-SDRAM (Shared Memory, bis zu 224 MB in Microsoft Windows durch Boot Camp).                                              | Intel-GMA-X3100 Grafikprozessor mit bis zu 144 MB DDR2-SDRAM (Shared Memory)                                                                                         | Intel-GMA-X3100 Grafikprozessor mit bis zu 144 MB DDR2-SDRAM (Shared Memory)                                                                                         | Nvidia-GeForce-9400M-Grafikprozessor mit 256 MB DDR2-SDRAM (Shared Memory)                                                                                           | Nvidia-GeForce-9400M-Grafikprozessor mit 256 MB DDR2-SDRAM (Shared Memory)                                                                                           |
| Festplatte Serial ATA 5400/min b                    | 60 GB oder 80 GB optional 100 GB, 120 GB | 60 GB, 80 GB oder 120 GB optional 160 GB, 200 GB (4200/min) | 80 GB, 120 GB oder 160 GB optional 200 GB, 4200/min | 80 GB, 120 GB oder 160 GB optional 250 GB, 5400/min | 120 GB, 160 GB, oder 250 GB | 120 GB optional 160 GB, 250 GB, 320 GB | 160 GB, optional 250 GB, 320 GB oder 500 GB |
| Prozessor                                           | 1,83 GHz oder 2,0 GHz Intel Core Duo (T2400/T2500) (32 Bit) | 1,83 GHz oder 2,0 GHz Intel Core 2 Duo (T5600/T7200) (64 Bit) | 2,0 GHz oder 2,16 GHz Intel Core 2 Duo (T7200/T7400) (64 Bit) | 2,0 GHz oder 2,2 GHz Intel Core 2 Duo (T7300/T7500) (64 Bit) | 2,1 GHz oder 2,4 GHz Intel Core 2 Duo (T8100/T8300) (64 Bit) | 2,0 GHz Intel Core 2 Duo (P7350) (64 Bit) | 2,13 GHz Intel Core 2 Duo (P7450) (64 Bit) |
| Arbeitsspeicher zwei Steckplätze (PC2-5300 SO-DIMM) | 512 MB (2 × 256) max. 2 GB | 512 MB (2 × 256) oder 1 GB (2 × 512 MB) max. 4 GB (3,25 GB nutzbar)                                                                                                  | 1 GB (2 × 512 MB) max. 4 GB (3,25 GB nutzbar) | 1 GB (2 × 512 MB) max. 4 GB | 1 GB (2 × 512 MB) oder 2 GB (2 × 1 GB) 667 MHz DDR2 max. 4 GB | 2 GB (2 × 1 GB) 667 MHz DDR2 max. 4 GB | 2 GB (2 × 1 GB) 800 MHz DDR2 max. 4 GB |
| Funkverbindungen                                    | WLAN 802.11a/b/g | WLAN 802.11a/b/g/n (n standardmäßig deaktiviert) c | WLAN 802.11a/b/g/n (n aktiviert) | WLAN 802.11a/b/g/n (n aktiviert) | WLAN 802.11a/b/g/n (n aktiviert) | WLAN 802.11a/b/g/n (n aktiviert) | WLAN 802.11a/b/g/n (n aktiviert) |
| Funkverbindungen                                    | Bluetooth 2.0 + EDR | Bluetooth 2.0 + EDR | Bluetooth 2.0 + EDR | Bluetooth 2.0 + EDR | Bluetooth 2.0 + EDR | Bluetooth 2.0 + EDR | Bluetooth 2.1 + EDR |
| FireWire d                                          | Firewire 400 | Firewire 400 | Firewire 400 | Firewire 400 | Firewire 400 | Firewire 400 | Firewire 400 |
| Combo-Drive d Basismodell                           | 8× DVD lesen, 24× CD-R und 10× CD-RW schreiben | 8× DVD lesen, 24× CD-R und 16× CD-RW schreiben | 8× DVD lesen, 24× CD-R und 16× CD-RW schreiben | 8× DVD lesen, 24× CD-R und 16× CD-RW schreiben | hier wird kein Combo mehr verbaut | hier wird kein Combo mehr verbaut | hier wird kein Combo mehr verbaut |
| Internes SuperDrive d                               | 8× Double-Layer-Datenträger lesen. 4× DVD±R & RW schreiben. 24× CD-R und 10× CD-RW schreiben                                                                         | 4× DVD+R DL schreiben, 6× DVD±R lesen, 4× DVD±RW schreiben, 24× CD-R, und 10× CD-RW schreiben                                                                        | 4× DVD±R DL schreiben, 8× DVD±R lesen, 4× DVD±RW schreiben, 24× CD-R, und 10× CD-RW schreiben                                                                        | 4× DVD±R DL schreiben, 8× DVD±R lesen, 4× DVD±RW schreiben, 24× CD-R, und 10× CD-RW schreiben                                                                        | 4× DVD±R DL schreiben, 8× DVD±R lesen, 4× DVD±RW schreiben, 24× CD-R, und 10× CD-RW schreiben                                                                        | 4× DVD±R DL schreiben, 8× DVD±R lesen, 4× DVD±RW schreiben, 24× CD-R, und 10× CD-RW schreiben                                                                        | 4× DVD±R DL schreiben, 8× DVD±R lesen, 4× DVD±RW schreiben, 24× CD-R, und 10× CD-RW schreiben                                                                        |
| Betriebssystem im Auslieferungszustand              | Mac OS X Tiger 10.4.6 | Mac OS X Tiger 10.4.8 | Mac OS X Tiger 10.4.8 | Mac OS X Leopard 10.5.0 (Boot Camp für andere Betriebssysteme wird in stabiler Version eingeführt)                                                                   | Mac OS X Leopard 10.5.2 | Mac OS X Leopard 10.5.6 | Mac OS X Leopard 10.5.6 |
| Aktuelles Betriebssystem                            | Mac OS X Snow Leopard 10.6 f | Mac OS X Lion 10.7 g | Mac OS X Lion 10.7 g | Mac OS X Lion 10.7 g | Mac OS X Lion 10.7 g | OS X El Capitan 10.11 | OS X El Capitan 10.11 |
| Gewicht in kg                                       | 2,36 | 2,36 | 2,31 | 2,27 | 2,27 | 2,27 | 2,27 |
| Abmessungen in mm                                   | 325 × 227 × 27,5 | 325 × 227 × 27,5 | 325 × 227 × 27,5 | 325 × 227 × 27,5 | 325 × 227 × 27,5 | 325 × 227 × 27,5 | 325 × 227 × 27,5 |

### Versionsgeschichte

#### Neuerungen November 2007
- 40 Gramm leichter
- größere Lüftungsschlitze
- Tastatur ohne Apple-Logo, stattdessen mit der Aufschrift cmd
- geänderte Belegung der Funktionstasten (z. B. für Lautstärkeregelung)
- Die Enter-Taste des Zehnerblocks wurde durch eine zweite Alt-Taste ersetzt.
- Intel GMA X3100 Grafikchip (onboard)
- max. 4 (bisher 3) GB Speicherausbau möglich
- schnellere Taktrate der Prozessoren bei den Topmodellen (2,2 GHz statt 2,16)

#### Neuerungen Februar 2008
- neue Prozessoren mit höheren Taktraten (Core-2-Duo-Penryn-Prozessoren mit 2,1 GHz und 2,4 GHz)
- Apple Remote-Fernbedienung nicht mehr im Lieferumfang

## MacBook (Aluminium Unibody)

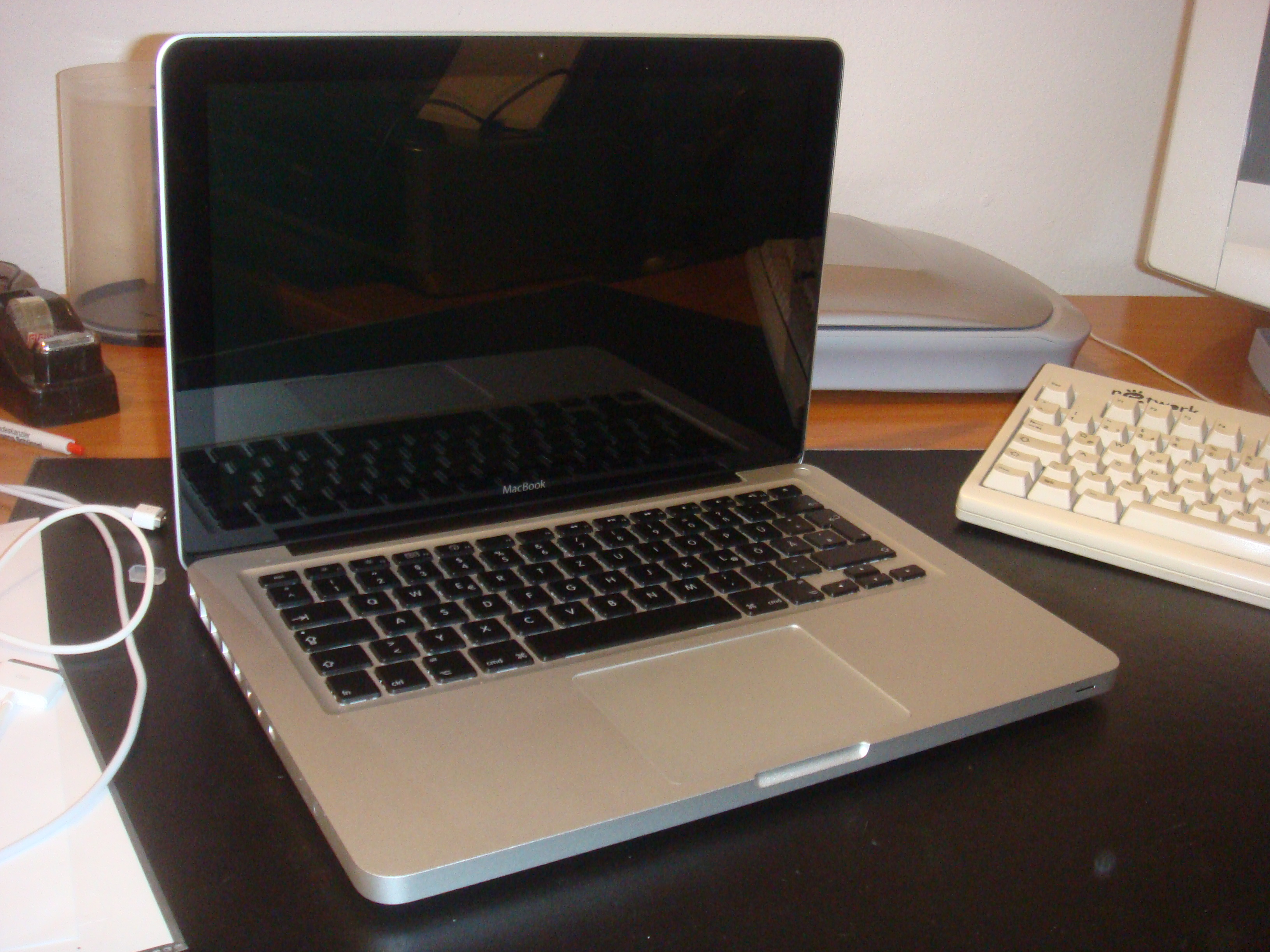
Aluminium-MacBook

Mit Veröffentlichung der komplett überarbeiteten MacBook-Pro-Linie am 14. Oktober 2008 parallel ein als "MacBook" bezeichnetes 13-Zoll-Modell im gleichen Unibody-Design eingeführt. Diesem fehlte gegenüber dem gleichzeitig präsentierten MacBook Pro der FireWire-Anschluss. Im Rahmen der Modellpflege zur WWDC Mitte 2009 wurde es zu "MacBook Pro" umbenannt und erhielt einen FireWire-800-Anschluss.

## MacBook (2. Generation)
Am 20. Oktober 2009 stellte Apple eine neue Version des weißen MacBooks vor. Es bekam ein neu entwickeltes „Unibody“-Gehäuse aus weißem Polycarbonat. Die Spezifikationen sind weitestgehend identisch mit denen des Aluminium Unibody MacBooks.

### Spezifikationen
- 2,26 GHz Intel Core 2 Duo Prozessor mit 3 MB L2-Cache
- 2 GB (zwei 1 GB SO-DIMMs) 1066 MHz DDR3-SDRAM
- 13,3″-Display mit LED-Hintergrundbeleuchtung, Hochglanzanzeige
- Nvidia GeForce 9400M Grafikprozessor
- 250 GB Serial-ATA-Festplatte mit 5400/Min
- integrierter Akku
- kein Firewire-Anschluss mehr
- weißes Polycarbonatgehäuse
- Multitouch Trackpad aus Glas
- kein Infrarot-Empfänger mehr

### Interne Grafik
Die erste Version des weißen Unibody MacBooks wurde seit dem 21. Januar 2009 auch zunächst mit der Nvidia-GeForce-9400M-Grafik ausgeliefert. Im April 2010 wurde in dem zweiten Modell dieser Generation die leistungsstärkere Nvidia-GeForce-320M eingesetzt.

### Modellübersicht
Legende: Produktion eingestellt
| Plattform                                           | Intel Core 2 Duo | Intel Core 2 Duo |
| Modell                                              | Unibody MacBook (Ende 2009)                                                                                              | Unibody MacBook (Mitte 2010)                                                                                             |
| --------------------------------------------------- | --- | --- |
| Modell-Identifizierung                              | MacBook6,1 | MacBook7,1 |
| Erscheinungsdatum                                   | 20. Oktober 2009 | April 2010 |
| Bildschirm                                          | 13,3″-Breitformat-Bildschirm (33,8 cm diagonal) mit einer Auflösung von 1280 × 800 Pixeln mit LED-Hintergrundbeleuchtung | 13,3″-Breitformat-Bildschirm (33,8 cm diagonal) mit einer Auflösung von 1280 × 800 Pixeln mit LED-Hintergrundbeleuchtung |
| Grafik                                              | Nvidia-GeForce-9400M-Grafikprozessor mit 256 MB DDR2-SDRAM (Shared Memory)                                               | Nvidia-GeForce-320M-Grafikprozessor mit 256 MB DDR3-SDRAM (Shared Memory)                                                |
| Festplatte Serial ATA 5400/min a                    | 250 GB optional 320 GB, 500 GB                                                                                           | 250 GB optional 320 GB, 500 GB                                                                                           |
| Prozessor                                           | Penryn 2 Kerne Intel Core 2 Duo P8600 mit 2,4 GHz und 3 MB L2                                                            | Penryn 2 Kerne Intel Core 2 Duo P8600 mit 2,4 GHz und 3 MB L2                                                            |
| Arbeitsspeicher zwei Steckplätze (PC2-5300 SO-DIMM) | 2 GB (2 × 1 GB) 1066 MHz DDR3 max. 8 GB, offiziell max. 4 GB                                                             | 2 GB (2 × 1 GB) 1066 MHz DDR3 max. 16 GB, offiziell max. 4 GB                                                            |
| Funkverbindungen                                    | Wi-Fi 3 (802.11g) | Wi-Fi 4 (802.11n) |
| Funkverbindungen                                    | Bluetooth 2.1 + EDR | |
| FireWire                                            | kein Firewire | kein Firewire |
| Internes SuperDrive b                               | 8× Double-Layer-Datenträger lesen. 4× DVD±R & RW schreiben. 24× CD-R und 10× CD-RW schreiben                             | 4× DVD±R DL schreiben, 8× DVD±R lesen, 4× DVD±RW schreiben, 24× CD-R, und 10× CD-RW schreiben                            |
| Betriebssystem im Auslieferungszustand              | Mac OS X Snow Leopard 10.6.1                                                                                             | Mac OS X Snow Leopard 10.6.3                                                                                             |
| Aktuelles Betriebssystem                            | macOS High Sierra 10.13                                                                                                  | macOS High Sierra 10.13                                                                                                  |
| Gewicht in kg                                       | 2,13 | 2,13 |
| Abmessungen in mm                                   | 330 × 231 × 27,4 | 330 × 231 × 27,4 |

### Versionsgeschichte

#### Neuerungen April 2010
Apple überarbeitet das Polycarbonat-Unibody nochmals. Details:
- Prozessoren mit höheren Taktraten von 2,4 GHz
- Nvidia GeForce 320M Grafikprozessor
- Durch verringerten Stromverbrauch des Nvidia GeForce 320M Grafikprozessor reicht der Akkumulator bis zu 10 Stunden

## Einstellung der Produktion
Das weiße MacBook war seit der Vorstellung der neuen MacBook-Air-Modelle im Juli 2011 für Endkunden nicht mehr erhältlich. Zu einem ähnlichen Preis wie zuvor beim MacBook wurde das Einstiegsmodell des MacBook Air mit 11″-Display, 1,6 GHz-Intel Core i5, 64 GB-SSD und 2 GB Arbeitsspeicher angeboten. Für Bildungseinrichtungen war das Gerät jedoch zunächst weiterhin erhältlich, bis es im Februar 2012 endgültig eingestellt wurde.